# جاوا موتو

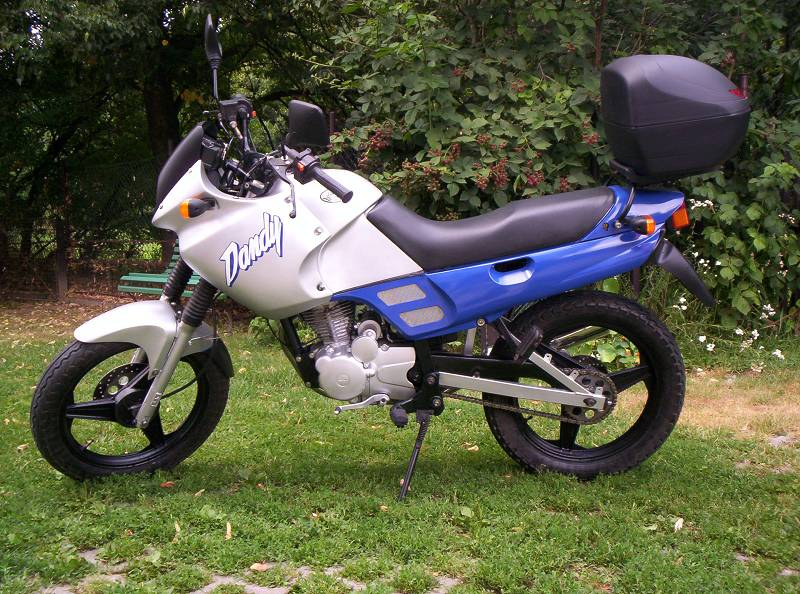
من منتجاتها

جاوا موتو هي شركة تصنيع دراجات نارية تقع في براغ. تأسست في 1929 في تشيكوسلوفاكيا. صدرت الشركة دراجاتها إلى أكثر من 120 بلداً خاصة خلال فترة الخمسينات الميلادية.

## وصلات خارجية
- الموقع الرسمي